# Brioni (incrociatore ausiliario)
Il Brioni è stato un posamine ed incrociatore ausiliario della Regia Marina, già motonave passeggeri italiana.

## Storia

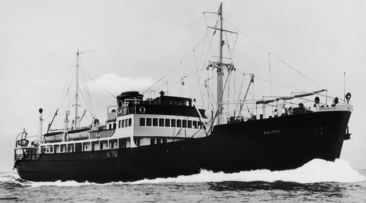
La Brioni fotografata verosimilmente nei primi anni di servizio.

Costruita tra il settembre 1930 ed il maggio 1931 nei Cantieri Riuniti dell'Adriatico di Monfalcone unitamente alle gemelle Adriatico, Barletta, Brindisi, Zara, Lero e Monte Gargano, l'unità era originariamente una motonave passeggeri da 1987 (per altre fonti 1976,28) tonnellate di stazza lorda e 1073,73 tonnellate di stazza netta. Quattro stive della capienza di 1722 metri cubi permettevano una portata lorda di 1231 tonnellate, mentre nelle cabine potevano trovare posto in tutto 82 passeggeri (per altre fonti 68: 22 in prima classe, 24 in seconda e 22 in terza). Due motori diesel FIAT della potenza complessiva di 3300 HP (altre fonti 2200 o 2800), consumando 11,5 tonnellate di carburante al giorno, azionavano due eliche (per altre fonti una sola), consentendo una velocità di 14,5 nodi (alle prove in mare erano stati invece toccati i 15,8 nodi). La nave era provvista di radiogoniometro e radiotelefono.
Iscritta con matricola 49 al Compartimento marittimo di Bari, la nave apparteneva inizialmente alla Puglia Società anonima di navigazione a vapore (con sede a Bari), che la utilizzò sulla linea dall'Adriatico alla Dalmazia ed all'Albania. Il 21 marzo 1932 la società Puglia confluì, insieme ad alcune altre compagnie di navigazione adriatiche, nella Società di Navigazione San Marco, con sede a Venezia, che il 4 aprile di quello stesso anno divenne Compagnia Adriatica di Navigazione. La società avrebbe poi definitivamente cambiato nome, il 1º gennaio 1937, in Adriatica Società Anonima di Navigazione. La Brioni seguì quindi tali mutamenti di proprietario, entrando infine a far parte della flotta dell'Adriatica.
Utilizzata sulla linea n. 42 (da Venezia all'Albania passando per la Dalmazia), l'unità, dopo l'incorporo da parte dell'Adriatica, vide la propria rotta (Adriatico-Dalmazia-Albania) prolungata sino a Corfù, Patrasso, Il Pireo, Smirne, Calino, Coo e Rodi, mentre nel corso del 1937 e del 1938 venne impiegata principalmente quale sostituto di altre navi mandate ai lavori, su numerose linee. Nel 1939 la Brioni venne assegnata alla rotta Bari-Brindisi-Valona-Santi Quaranta, e dal giugno 1939 alle linee tra l'Adriatico, la Grecia e la Turchia passando per Capo Matapan.

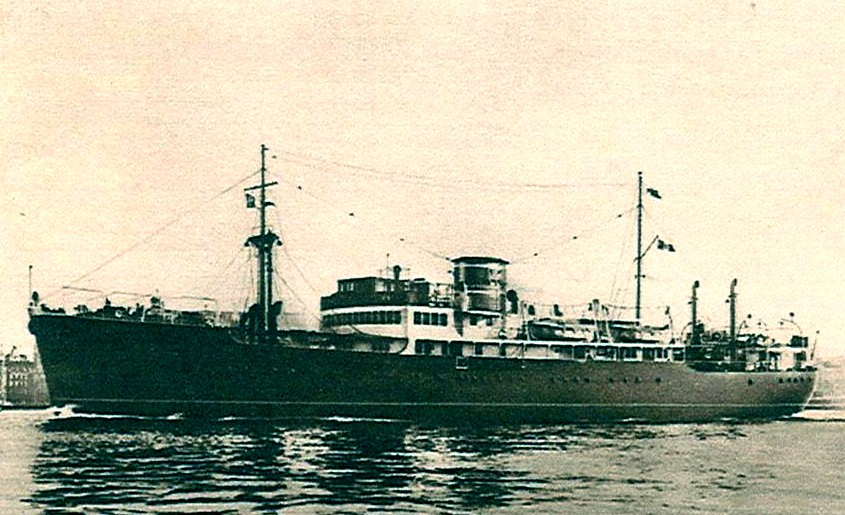
La motonave in transito nel canale della Giudecca, a Venezia.

Il 12 maggio 1940, meno di un mese prima dell'ingresso dell'Italia nella seconda guerra mondiale, la motonave venne requisita a Bari dalla Regia Marina ed iscritta nel ruolo del Naviglio ausiliario dello Stato come posamine ma già con contrassegno D 13 (da incrociatore ausiliario). Imbarcate le attrezzature per il trasporto e la posa di 90 mine, la Brioni venne assegnata al Gruppo Navi Ausiliarie Dipartimentali del Comando Militare Marittimo Sicilia, con base a Messina. Tra il 6 giugno ed il 10 luglio 1940 la nave partecipò alla posa di campi minati al largo del tratto di costa siciliana compreso tra Gela ed Augusta (in tale periodo vennero posati nelle acque della Sicilia, ad opera del Brioni, dell'Adriatico e delle torpediniere Alcione, Aretusa, Andromeda, Ariel, Aldebaran, Airone, Pallade, Calliope, Circe e Clio, un totale di 28 campi minati, 12 dei quali antisommergibile, per complessive 1375 mine).
Sottoposta poi a lavori di conversione in incrociatore ausiliario, la Brioni venne dotata di un armamento composto da due cannoni da 102/45 mm, quattro mitragliere da 13,2 mm e alcuni scaricabombe di profondità.
Terminati i lavori, la motonave venne destinata alla scorta dei convogli per l'Albania tra Bari, Durazzo e Valona, effettuando complessivamente 44 missioni dal 27 novembre 1940 al 20 giugno 1941.
Dal luglio al dicembre 1941 la Brioni, dislocata al Pireo, operò invece in missioni di scorta con destinazione gli arcipelaghi del Mar Egeo. Alle cinque del mattino del 20 luglio 1941 la nave lasciò il Pireo diretta a Sira, insieme alle torpediniere Libra e Lince ed ai MAS 535 e 539, di scorta alle motonavi Città di Agrigento e Città di Trapani, componenti il convoglio «Cuneo», che, durante la navigazione, venne infruttuosamente attaccato con un siluro, alle 9.28 di quel giorno, dal sommergibile HMS Tetrarch, ad est di Termia (oggi Citno, a sudest di Atene). La scorta rispose all'attacco con il lancio di 16 bombe di profondità.
Il 26 settembre la nave lasciò il Pireo insieme al vecchio cacciatorpediniere Sella ed alla torpediniera Libra per scortare a Candia i trasporti Città di Bastia, Città di Marsala, Trapani e Sant'Agata, ma l'indomani il convoglio venne attaccato dal sommergibile britannico Tetrarch, che alle 6.21 colpì con una coppiola di siluri il Città di Bastia, che affondò alle 6.36, in posizione 36°21' N e 24°23' E (dieci-quindici miglia a sud di Milo). Un successivo attacco, nel corso dello stesso giorno, ad opera sempre del Tetrarch e contro il medesimo convoglio, nel canale di Kea, andò invece a vuoto.
Dal 7 gennaio 1942 l'incrociatore ausiliario tornò sulle rotte per l'Albania e le isole del Mar Ionio sino al 29 agosto di quello stesso anno.
Il 15 maggio 1942 la Brioni lasciò Patrasso per Bari insieme alla vecchia torpediniera Antonio Mosto, per scortare il piroscafo Ivorea. Alle 14.47 del giorno seguente, nel punto 40°50' N e 17°40' E (al largo di Bari), il sommergibile britannico Thrasher lanciò tre siluri, dalla distanza di 2100 metri, contro l'incrociatore ausiliario (che navigava in coda al convoglio, con l'Ivorea al centro e la Mosto in testa: le tre navi erano state individuate alle 14.14 dal sommergibile, che aveva identificato sia la Brioni che l'Ivorea come due mercantili carichi per metà), che tuttavia avvistò in tempo le armi alle 14.49, riuscendo ad evitarle. Risalendo le scie dei siluri, il Brioni giunse sulla verticale del sommergibile ed alle 14.53 lanciò tre cariche di profondità che detonarono piuttosto vicine ma non produssero danno (altre nove vennero gettate dalla Mosto qualche minuto dopo, ma più lontane). Alle 15.15 Mosto e Brioni interruppero la caccia e si ricongiunsero con l'Ivorea: il Thrasher non aveva subito danni, ma il contrattacco gli aveva impedito di lanciare i suoi siluri anche contro il piroscafo.
Nel settembre 1942 la motonave venne assegnata al trasporto di rifornimenti sulla rotta Brindisi-Tobruk passando per il Pireo. Dopo aver svolto la prima missione di questo tipo, l'unità lasciò Tobruk per il Pireo (da dove poi sarebbe proseguito per Brindisi) alle sette di sera del 9 settembre, scortata dalla torpediniera Calliope, ma alle 11.06 del giorno seguente, in posizione 35°12' N e 23°29' E (una decina di miglia ad ovest dell'isola greca di Palaiokhóra), la nave venne attaccata con alcuni siluri dal sommergibile HMS Una: le armi non andarono a segno.
All'una del pomeriggio del 29 ottobre 1942 la Brioni lasciò Brindisi in convoglio con la gemella Zara, per la seconda missione sulla rotta Brindisi-Tobruk (la Brioni era carica di 255 tonnellate di munizioni destinate all'Afrika Korps e per i reparti del Regio Esercito operanti in Nordafrica). Dopo aver attraversato il canale di Corinto, le navi giunsero al Pireo alle quattro del mattino del 1º novembre, ripartendone un'ora e mezza più tardi (alcune fonti riferiscono anche di una sosta a Suda). Alle 16.30 dello stesso giorno i due incrociatori ausiliari vennero raggiunti dall'anziana torpediniera San Martino, come unica unità di scorta e, dai velivoli della scorta aerea (bombardieri Junkers Ju 88 e caccia Messerschmitt Bf 109, del JG 53, e Bf 110 della Luftwaffe e caccia Macchi M.C.200 e C.202 del II Stormo della Regia Aeronautica). Alle undici di sera di quel giorno venne avvistato un ricognitore alleato, che seguì il convoglio sino alle due di notte del 2 novembre, illuminando le navi con razzi e bengala per poi allontanarsi (già alle 18.30 alcuni bombardieri angloamericani avevano individuato le unità italiane). Il convoglio proseguì senza problemi per il resto della nottata (durante la quale diversi bengalieri lo cercarono senza trovarlo) e fino all'alba, quando incrociò alcune formazioni di aerei da trasporto e da caccia italo-tedeschi, poi, intorno alle nove (per altre fonti alle otto) del mattino del 2 novembre, le navi vennero attaccate da sette aerosiluranti britannici Bristol Beaufort, appartenenti al 39th Squadron della Royal Air Force e scortati da caccia Bristol Beaufighter del 272nd Squadron. In rapida successione aprirono il fuoco il Brioni, la San Martino e quindi la Zara – anche tra gli aerei attaccanti e quelli della scorta aerea vi fu uno scontro, in seguito al quale da parte italo-tedesca si rivendicò l'abbattimento di tre Beaufort ed il danneggiamento di altrettanti velivoli dello stesso tipo, e da parte inglese l'abbattimento di uno Ju 88 ed il danneggiamenti di altri due: come spesso accade, i dati non coincidono con quelli forniti da ambo le parti circa le effettive perdite subite (la RAF affermò della perdita di due Beaufort e di un Beaufighter) –: mentre alle 9.20 (per altre fonti alle 8.15), la Zara veniva immobilizzata da un siluro in posizione 33°10' N e 23°50' E, la Brioni riuscì, grazie a pronta manovra, ad evitate i siluri, superando indenne l'attacco. Mentre la San Martino si preparava a prendere a rimorchio la nave colpita (la Zara affondò poi alle 22.30 di quel giorno stesso, in posizione 32°37' N e 23°50' E, nonostante l'assistenza fornita dalla San Martino e da un'altra torpediniera giunta da Tobruk, la Circe), la Brioni venne fatta proseguire da sola, giungendo indenne a Tobruk qualche ora dopo, alle 14.30.
Tra le 15.55 e le 16.10 dello stesso 2 novembre, tuttavia, mentre erano da poco iniziate le operazioni di messa a terra del carico, Tobruk venne sottoposta ad un attacco aereo da parte di velivoli dell'USAAF (altre fonti riportano l'attacco come avvenuto alle 14.45). Secondo alcune fonti degli spezzoni incendiari fecero scoppiare le munizioni già scaricate sul pontile in legno cui era ormeggiata, provocando poi l'estensione dell'incendio e delle esplosioni a bordo della Brioni attraccata a poca distanza, mentre secondo altre fonti bombe dirompenti ed incendiarie colpirono direttamente la motonave in corrispondenza della stiva numero 3, ov'era stivato parte del carico di munizioni. Alle 16.30 la nave saltò in aria (l'esplosione, estremamente violenta, divelse il ponte di coperta), ed il relitto in fiamme si posò sul fondo del porto nelle prime ore del 3 novembre, continuando a bruciare furiosamente per tutta la notte e per parte della giornata del 3 novembre. La nave affondò in soli tre metri d'acqua, lasciando perciò emergere parte dello scafo e le sovrastrutture. Una parte dell'equipaggio (tra cui comandante ed ufficiali) si salvò perché si trovava a terra, mentre tra quanti erano a bordo al momento dell'attacco vi furono due soli sopravvissuti, che erano riusciti a fuggire al riparo prima dell'esplosione.
La carcassa della Brioni venne recuperata come preda bellica dagli inglesi dopo l'occupazione della città libica, solo per essere demolita.